# Weense Aktionisme
Het Weense Aktionisme was een even radicale als omstreden stroming in de moderne kunst met als belangrijkste representanten Günter Brus (1938), Otto Muehl (1925 - 2013), Hermann Nitsch (1938 - 2022) en Rudolf Schwarzkogler (1940 - 1969), die tussen 1960 en 1971 haar hoogtepunt beleefde. Haar verregaande en compromisloze anti-estheticisme richtte zich met name tegen autoritaire en levensvijandige tendensen in de Westerse cultuur alsmede andere aan de moderne consumptiemaatschappij verbonden excessen.

## Algemeen
Het Weens Aktionisme was geen kunstenaarsgroep, maar meer een verzamelnaam voor een aantal kunstenaars die in dezelfde tijd en op dezelfde plek werkte vanuit dezelfde ideeën. Malcolm Green citeert Hermann Nitsch's: "Vienna Actionism never was a group. A number of artists reacted to particular situations that they all encountered, within a particular time period, and with similar means and results."
Het doorbreken van de taboes is een van de meest belangrijke elementen en dit begint met het beschilderen en besmeuren van het eigen lichaam en gaat zover tot extreme vormen van zelfverminking van Günter Brus.

## Ontstaan
Al lang voor de performancekunst wilde Antonin Artaud (1896 - 1948) al terug naar het mysteriespel om zodoende de oerangsten en oerdriften van de mens zichtbaar te maken. Zijn manifest uit 1938, 'Le théâtre et son double', heeft grote invloed gehad op het avant-gardetheater na de Tweede Wereldoorlog. Ongetwijfeld heeft hij ook invloed gehad op de ontwikkelingen in het Weens Aktionisme. Het Weens Aktionisme ontstond in de jaren 60 uit de Happenings, de Oostenrijkse kunstenaars lieten zich echter inspireren door ideeën van Georges Bataille, Markies de Sade en Friedrich Nietzsche waardoor de performances en andere werken een veelal bizar of luguber karakter kregen.
Bij de kunstenaars waren verwantschappen met schilders als Arnulf Rainer en Adolf Frohner, schilders met een sterke neiging tot het abstracte. Rainer: "Schilderkunst om de schilderkunst te verlaten". De Weense aktionisten zochten naar soortgelijke grenzen van de schilderkunst. Nitsch werkte bijvoorbeeld in 1962 aan een serie schilderijen waarbij hij de verf met een spons aan de bovenzijde van het doek aanbracht of deze uit een emmer op het liggende doek liet lopen.
In 1963 zetten Nitsch en Muehl samen met Adolf Frohner de eerste stap naar de performance. Het drietal liet zich voor drie dagen opsluiten in het kelderatelier van Muehl en werkte daar gezamenlijk aan een schilderij. Vervolgens laat Nitsch, gekleed in een wit hemd en gebonden aan een kruis, zich door Muehl met bloed bespatten.

Dit "Festijn van psychofysiek naturalisme" geldt als eerste openbare performance van het Weens Aktionisme en werd al meteen voortijdig door de politie verstoord.

## Verloop
Brus en Schwarzkogler begonnen in 1965 met performances, deze vonden plaats veelal zonder publiek en fotografie werd voor hen een van de belangrijkste middelen.
Nitsch en Muehl gingen op zoek naar alternatieve uitvoeringsvormen waarbij de fotografie een belangrijke plaats ging innemen. De performances blijven echter de belangrijkste uitingsvorm van het Weens Aktionisme.
In 1966 worden de Weens Aktionisten uitgenodigd op het "Destruction in Art Symposium" in Londen en kregen ze internationale aandacht binnen de Fluxus- en Happeningbeweging. Deze internationale aandacht leidde tot meer maatschappijkritische elementen in de performances van de Weens Aktionisten met als hoogtepunt "Kunst en revolutie" in 1968 op de Weense universiteit. Deze performance leidde tot een algemene verontwaardiging en talloze processen en veroordelingen.
Brus en Muehl nemen eind jaren 60 afscheid van de aktionistische vormen (Schwarzkogler is ondertussen overleden). Alleen Nitsch bouwt consequent zijn door symboliek gekenmerkte performances uit tot de bijna dramaturgisch vormgegeven "Orgieën en mysteriëntheater".
Uit het Weens Aktionisme komt de groep "Aktions Analytische Organisation" (AAO) voort.

## Kenmerken
De Weense aktionisten wezen de verbloeming van de donkere kanten van de samenleving in het algemeen en het persoonlijke leven in het bijzonder geheel af en kwamen met nieuwe rituelen om af te rekenen met trauma's en geestelijke spanningen. Op zeer confronterende wijzen, van het slachten van dieren tot zelfverminking, werd de toeschouwer, die veelal ook deelnemer was, met alle zintuigen meegenomen in een totaalervaring.
Om het Weens Aktionisme goed te begrijpen is het belangrijk deze te zien in de extreem conservatieve sociale omgeving waarin zij ontstond.
De grote belangstelling voor deze vorm van acties is toe te schrijven aan het gebruik van nieuwe media als film en fotografie, maar niet in de laatste plaats aan de uitgesproken beeldende en extreme benadering.